# London Transport Museum

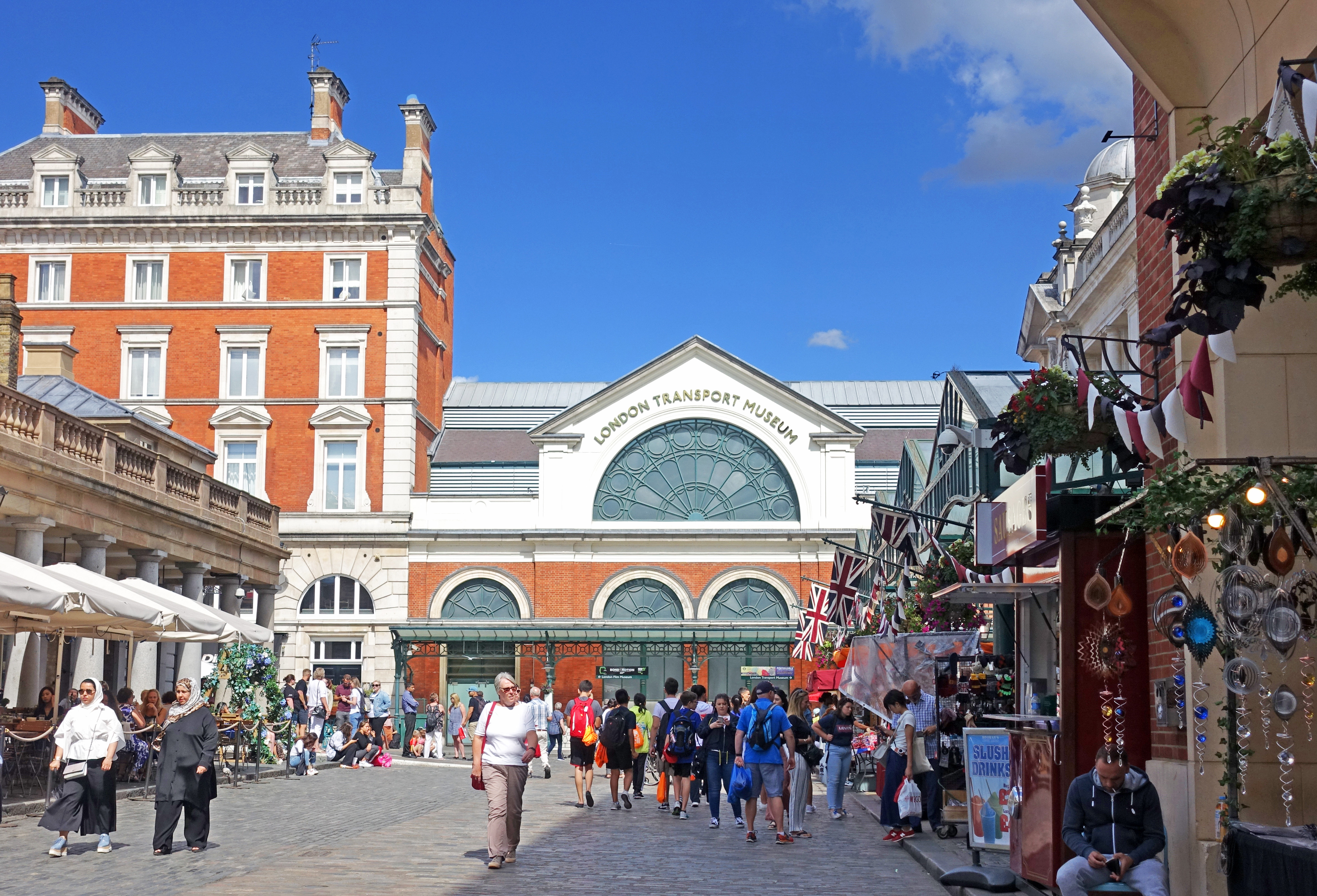
London Transport Museum am Covent Garden

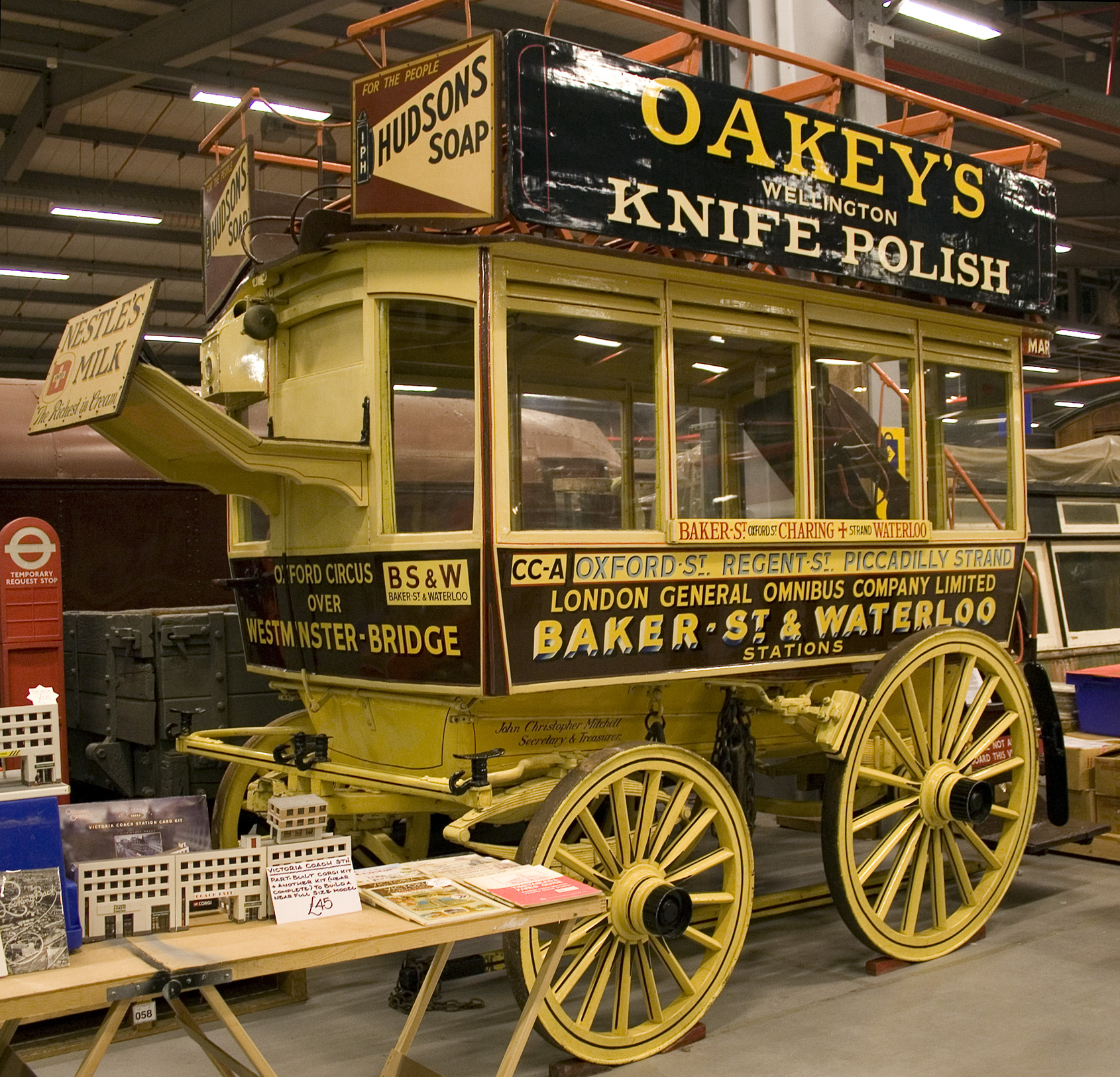
Pferdeomnibus der Sammlung

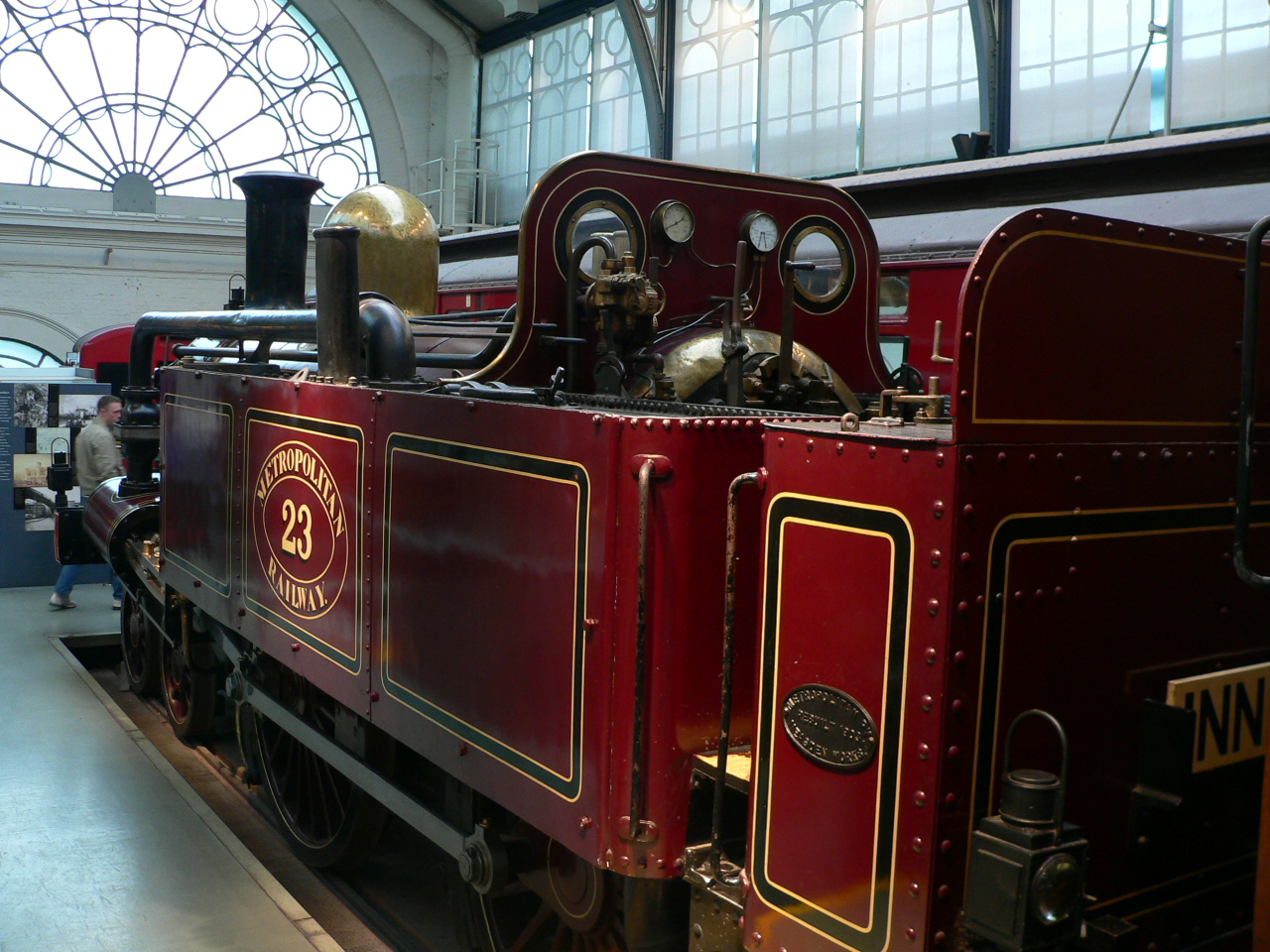
Dampflokomotive Nr. 23 der Metropolitan Railway, die einzige erhalten gebliebene Lokomotive der ersten U-Bahn der Welt

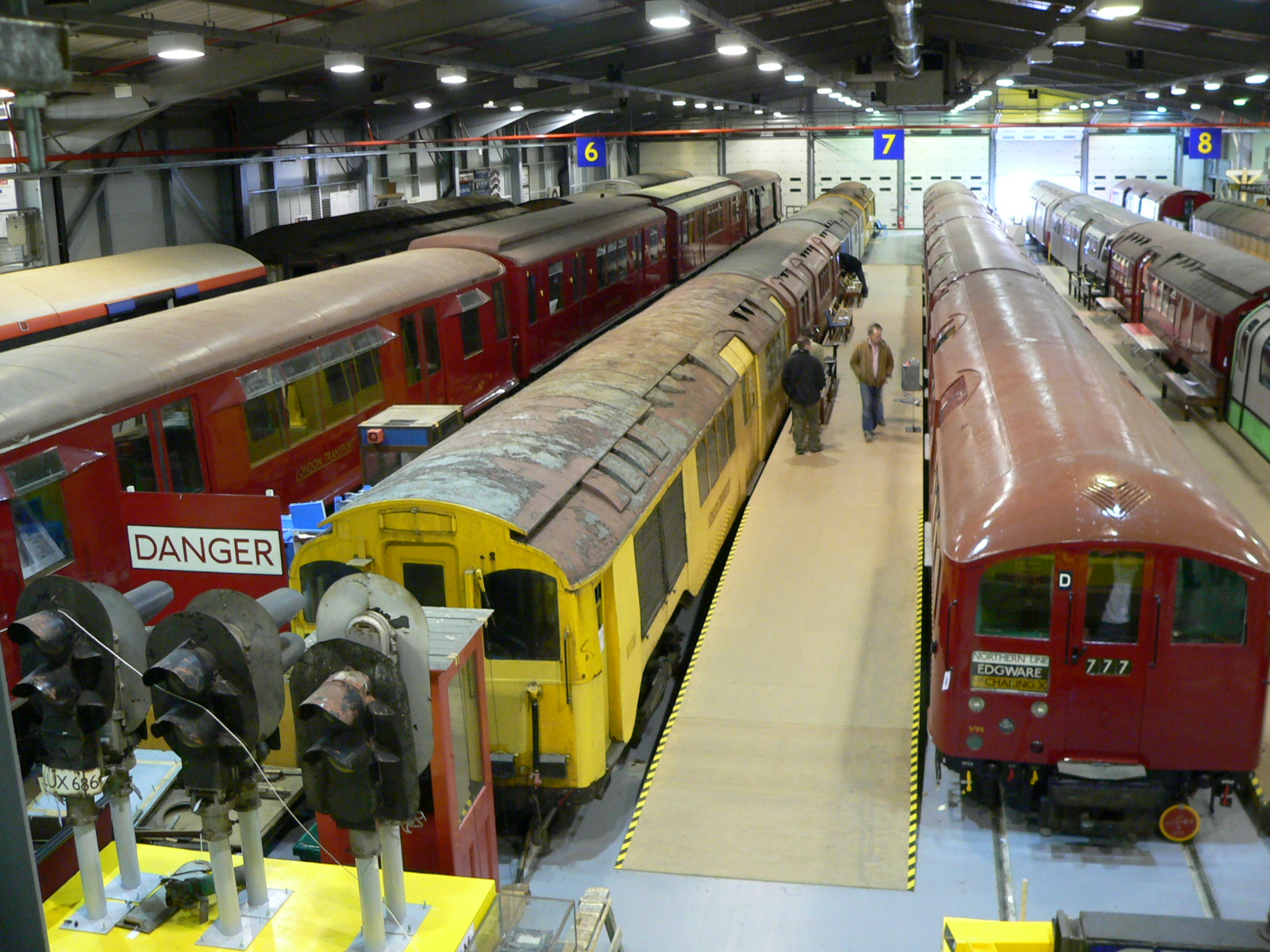
Züge der London Underground im Museumsdepot

Das London Transport Museum ist ein Museum, das sich mit der Geschichte des öffentlichen Nahverkehrs in London beschäftigt. Das Hauptmuseum befindet sich im Stadtteil Covent Garden im Zentrum Londons in einem im Jahr 1872 errichteten Gebäude, das früher ein Teil des Blumengroßmarktes von Covent Garden war. Gezeigt werden u. a. zahlreiche Fahrzeuge wie Omnibusse, Trolleybusse, Straßenbahnwagen und U-Bahn-Züge. Angeschlossen ist ein Shop, in dem außer Souvenirs und Busmodellen vor allem Bücher, Poster und Postkarten mit Motiven aus über hundert Jahren Verkehrsgeschichte (u. a. viele künstlerische Plakate) angeboten werden. Zudem dient der berühmte U-Bahn-Netzplan als Vorlage für eine Reihe unterschiedlicher Souvenirs.
Nicht alle Exponate können in Covent Garden gezeigt werden, sie werden in einem zu diesem Zweck erhaltenen früheren U-Bahn-Depot in der Nähe der U-Bahn-Station Acton Town aufbewahrt. Dieses Depot ist nur an wenigen Wochenenden geöffnet und kann außerhalb dieser Zeit an bestimmten Tagen in einem geführten Rundgang besichtigt werden.

## Geschichte des Museums
Die Sammlung des LTMs wurde 1920 begründet, als eines der hauptsächlichen Londoner Verkehrsunternehmen, die London General Omnibus Company (LGOC), zwei Pferdebusse aus viktorianischer Zeit und einen frühen Motorbus aufbewahrten. Historische Fahrzeuge des Nachfolgeunternehmens London Transport, das 1933 alle Arten des öffentlichen Personennahverkehrs in London (außer der Eisenbahn und der Schifffahrt auf der Themse) zusammenfasste, wurden als Teil des Museum of British Transport in der alten Busgarage Clapham High Street in Süd-London aufbewahrt. 1973 zog die Sammlung als London Transport Collection zum Syon Park.
Das London Transport Museum am heutigen Standort Covent Garden wurde 1980 eröffnet und machte große Teile der Sammlung erstmals ständig für die breite Öffentlichkeit zugänglich. Es beschränkte sich auf die Geschichte von London Transport, jener Gesellschaft, die damals für den Betrieb der London Underground, der Buslinien und auch für die früheren Straßenbahnen und O-Busse zuständig war, sowie seiner Vorgänger- und Nachfolgeunternehmen.
Im Jahr 2000 ging das Museum in die Zuständigkeit von Transport for London über. Gleichzeitig erfolgte eine Namensänderung in London’s Transport Museum, da man sich zukünftig mit allen Aspekten des Verkehrs in London beschäftigen wollte und nicht nur mit jener der Gesellschaft London Transport. 2007 kehrte man jedoch wieder zum alten Namen zurück.
Am 22. November 2007 wurde das Museum wiedereröffnet, die Ausstellungsräume sind vergrößert worden, und auch der museumspädagogische Bereich wurde weiter verbessert. Unter den neuen Exponaten sind u. a. die Lokomotive und ein Waggon der City and South London Railway (der ersten U-Bahn der Welt) sowie ein Wright Eclipse Gemini – einer der Doppeldeckerbusse der modernen Typen in London. Auch das Beiwerk wurde teilweise umgestaltet, so steht der 1938er U-Bahn-Wagen an einem stilisierten Bahnsteig und die Busse stehen auf einer Straße mit einer Ampel.
2019 wurde das London Transport Museum von rund 412.000 Personen besucht. 2024 betrug die Besucherzahl etwa 424.000 Personen.

## Ausstellungen
- 2013: Poster Art 150, eine Plakatausstellung durch die 150 Jahre Reklame im Transportwesen Londons.[4]